# Zippo

Zippo-Logo

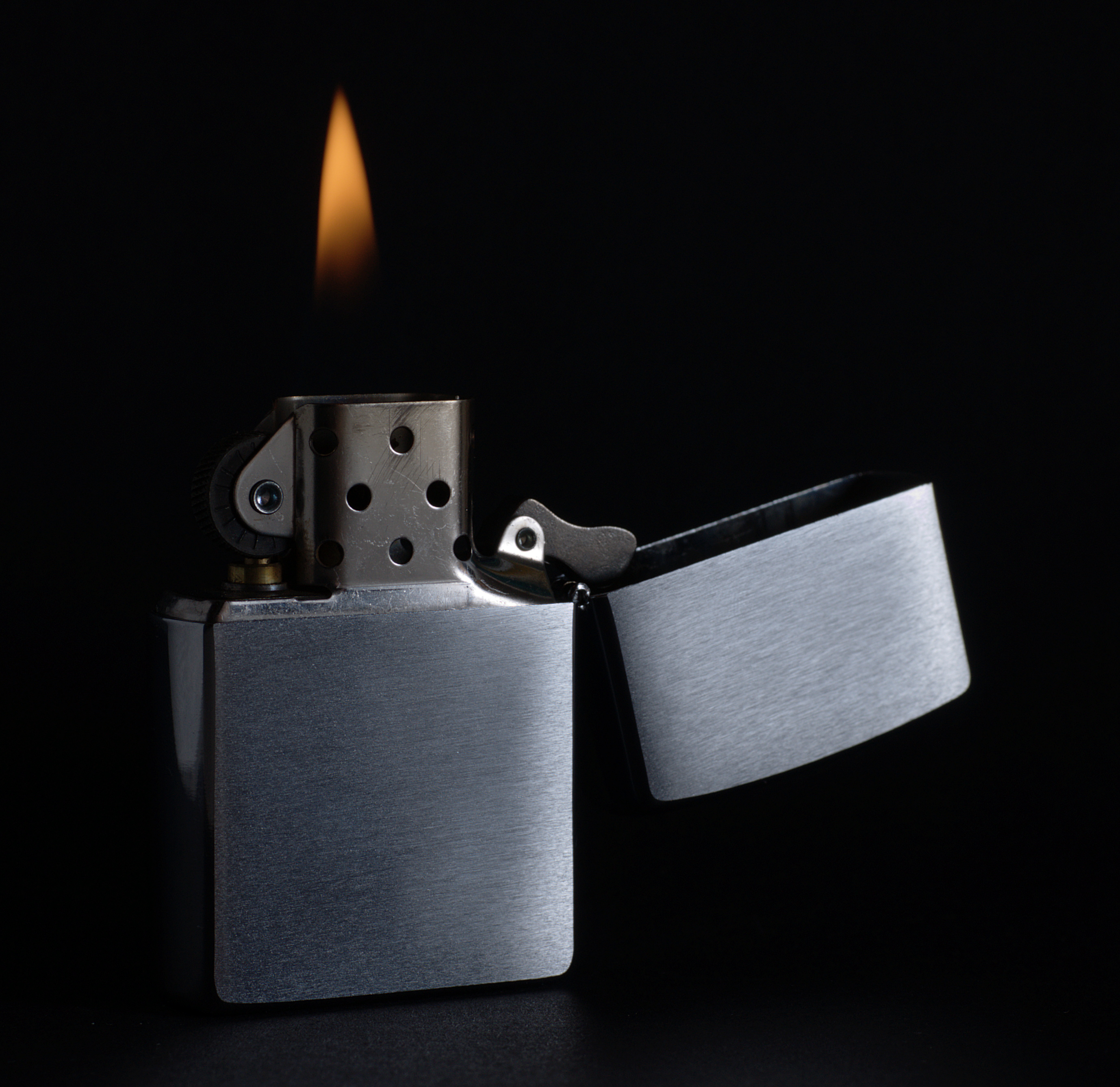
Zippo, Modell 020200: Regular Brushed Chrome

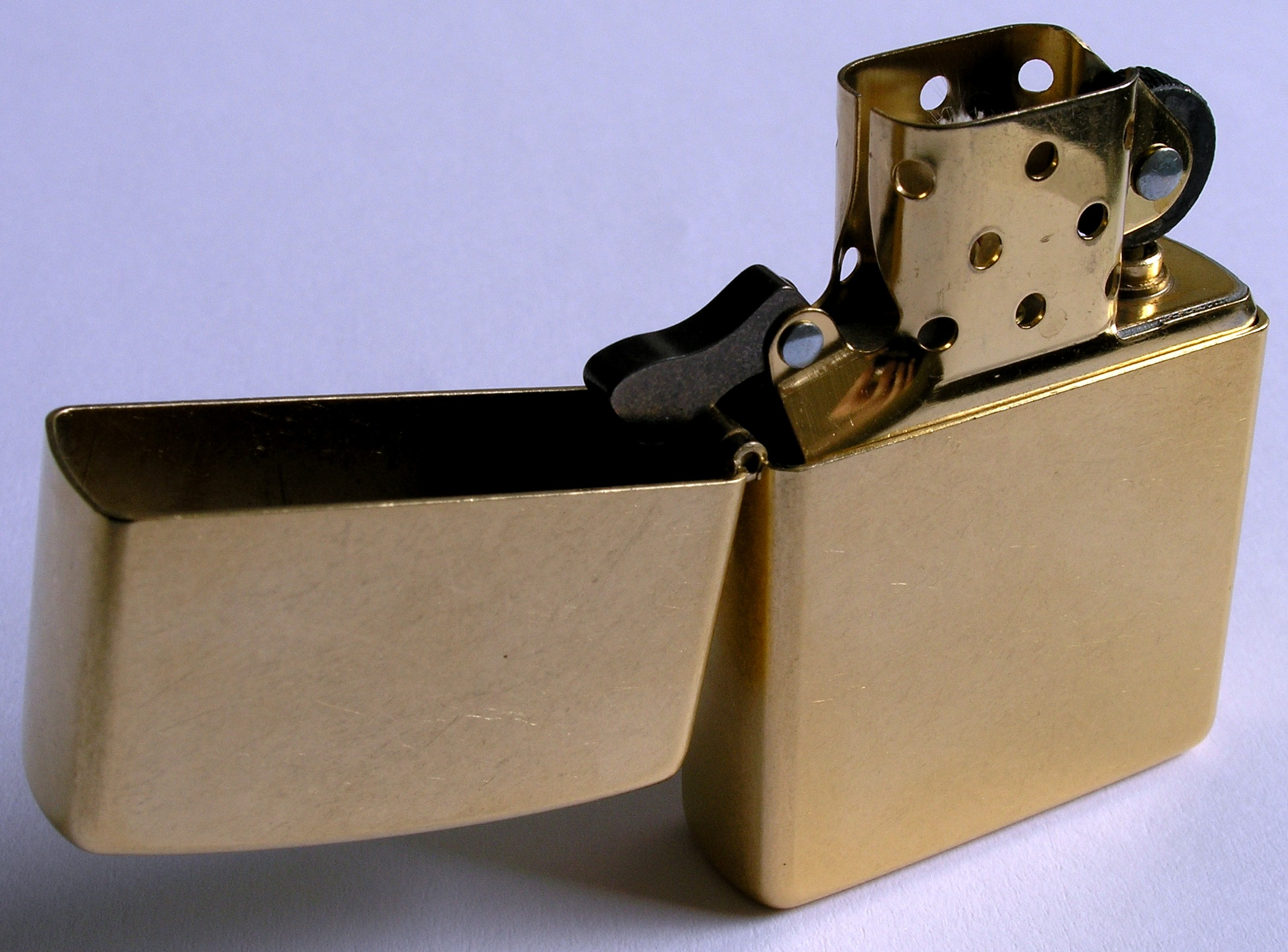
Ab Werk messingfarbener Einsatz bei messingbasierten Gehäusen

Ein Zippo ist ein benzinbetriebenes Sturmfeuerzeug, das in annähernd unveränderter Bauform seit 1933 von der 1932 gegründeten Zippo Manufacturing Co. in Bradford, Pennsylvania (USA) hergestellt wird. Das Zippo wurde bisher über 600 Millionen Mal verkauft und ist damit das meistverkaufte Benzinfeuerzeug der Welt.

## Geschichte
Erfinder des Zippo ist George Grant Blaisdell (1895–1978). Blaisdell nahm das österreichische Feuerzeug der Marke Hurricane, das er bei einem Freund gesehen hatte, zum Vorbild, kaufte die Rechte und entwickelte das Zippo. Es sollte die gleiche Funktion haben, aber mit einer Hand zu bedienen sein. Der Name „Zippo“ wurde von Blaisdell gewählt, weil ihm der Klang des englischen Wortes zipper (‚Reißverschluss‘) gefiel. Die ersten Zippos wurden 1933 zum Stückpreis von 1,95 US-Dollar verkauft.
Blaisdell war von der Zuverlässigkeit derart überzeugt, dass er den Kunden eine lebenslange Garantie auf sein Produkt gewährte. Der Werbeslogan „Es funktioniert oder wir reparieren es kostenlos“ wurde zum Synonym für die Zuverlässigkeit des Produktes. Notwendige Reparaturen werden auch heute noch in der Zippo-eigenen Werkstatt kostenlos erledigt. Die Garantie beträgt in Deutschland aus rechtlichen Gründen „nur“ 30 Jahre.
Die Form des Zippos hat sich seit der Vorstellung der ersten Modelle nur minimal verändert. Heute werden in Bradford täglich bis zu 70.000 Zippos hergestellt, was einer Jahresproduktion von circa 15 Millionen Stück entspricht. Während im September 2003 die Produktion des 400-Millionsten Zippos vermeldet werden konnte, wurde das 500-Millionste Zippo am 5. Februar 2012, in dem Jahr, in dem die Firma Zippo ihr 80. Firmenjubiläum feierte, hergestellt. Zu diesem Anlass wurde ein limitiertes Zippo mit besonderem Bodenstempel herausgebracht.
2018 wurde das „Klick“-Geräusch, das ein Zippo beim Öffnen macht, als Markenzeichen eingetragen. Auch dieses hat sich seit dem originalen Design nur minimal verändert.

## Aufbau
Jedes Zippo besteht aus einer Hülle und einem Inlay. Die Hüllen gibt es in Hunderten von Varianten, wohingegen die Inlays immer gleich sind. Sie bestehen aus einem Tank, der mit Watte gefüllt ist, welche durch Kapillarkraft das Benzin hält und speichert. Durch die Watte hindurch verläuft der Docht zum Kamin. Das brennende Ende des Dochtes, welches neben dem Reibrad durch ein Loch aus dem Tank ragt, befindet sich im sogenannten „Kamin“. Dieser ist nach oben hin offen, die Seiten sind aus Metall, welches mit Löchern versehen ist. Damit erfüllt der „Kamin“ zwei Aufgaben:
1. Schutz der Flamme
Durch die Abschirmung zur Seite wird ein Schutz der Flamme erzielt. Winde werden durch die gestanzten Löcher des Kamins verwirbelt und verlangsamt, sodass das Feuerzeug auch bei Sturm funktioniert. Gleichzeitig lassen die gestanzten Löcher auch bei Windstille Luft an die Flamme.
2. Halten des Reibrades
Des Weiteren ist am „Kamin“ das Reibrad befestigt, welches zusammen mit dem Cereisen-Stückchen den Funken erzeugt, der für die Entzündung der Flamme nötig ist.

Das Cereisen ist in einem dünnen Röhrchen unterhalb des Reibrades gelagert. Am unteren Ende des Feuerzeuges befindet sich der Einschub für Cereisen, Anpressfeder und Fixierschräubchen. Die Feder, die unter dem Cereisen eingeschraubt wird, drückt das Cereisen nach oben, wo dieses durch das nach oben offene Röhrchen an das Reibrad gedrückt wird. Dreht man nun das Reibrad, wird mit Hilfe des Cereisens ein Funke erzeugt, welcher die Benzindämpfe entzündet, die sich um den Docht gebildet haben. Für die Aufbewahrung von Reserve-Cereisen befindet sich in dem Stück hartgepresster Watte, das die Unterseite des Tanks verschließt, ein kleines Loch, in das genau ein Cereisen im Zippo-Format hineinpasst.
Zippos sind so genannte „nicht selbsterlöschende Feuerzeuge“ bzw. umgangssprachliche „Sturmfeuerzeuge“. Es bedarf im Vergleich zu Gasfeuerzeugen starker Winde beziehungsweise kräftigen Pustens, um die Flamme zu löschen. Um die Flamme „regulär“ zu löschen, wird die Feuerzeugklappe zugeklappt, wodurch der Flamme der Sauerstoff entzogen wird und sie erstickt. Typisch für Zippos ist das Geräusch beim schnellen Öffnen: Der Federhebel, der in erster Linie die Schutzkappe des Feuerzeugs geschlossen hält, schlägt dabei gegen das Blech der Schutzkappe und erzeugt den charakteristischen Klang.

## Datierung

Dieses Feuerzeug wurde im September 2004 produziert.

Jedes seit 1955 hergestellte Zippo lässt sich einem Produktionsjahr zuordnen, seit Juli 1986 ist darüber hinaus auch der Monat erkenntlich. Die Bestimmung erfolgt über einen auf der Außenseite der Hülle in den Boden eingestanzten Code. Dieser änderte sich in der Vergangenheit mehrmals. Blaisdell wollte dadurch herausfinden, wann eine neue Änderung zur Reparatur kam. Es war also nur ein Anhaltspunkt für ihn und keine Datierungshilfe.

### Jahr-Monat-Code
Ein »Jahr-Monat-Code« ist auf dem Boden des Feuerzeuges zu finden und von links nach rechts zu lesen.
Der Jahr-Monat-Code, welcher seit Juli 1986 verwendet wird, lautet:
- ein Buchstabe (A–L), wobei A den Monat Januar bedeutet, L dann entsprechend Dezember
- der Zippo-Schriftzug (Slim Model: ® darunter; Regular Model: ® darunter, ab dem Jahr 2006 ist das ® darüber)
- römische Ziffern von II bis XVI, wobei die II das Jahr 1986 bedeutet und XVI das Jahr 2000. Seit 2001 befindet sich anstelle der römischen Zahlen eine zweistellige Zahl, wobei 01 das Jahr 2001 bezeichnet, weitere Jahre entsprechend (02 = 2002 usw.).

Somit kann man z. B. feststellen, dass der Code „C VIII“ als Produktionsdatum „März 1992“ angibt. Darunter befindet sich noch der Schriftzug: „BRADFORD.PA. MADE IN U.S.A.“

## Andere Modelle

### Pfeifenfeuerzeug
Die ansonsten zum normalen Sturmfeuerzeug baugleichen Pfeifenfeuerzeuge sind mit einem speziellen Kamin ausgestattet, der sich besonders für das Anzünden von Tabakspfeifen eignet. Dieser hat an den Seiten statt der üblichen gestanzten Löcher jeweils nur ein größeres Loch, welches bei horizontal gehaltenem Feuerzeug erlaubt, die Flamme in die Tabakkammer zu saugen, ohne den Pfeifenkopf zu schädigen.

### Zippo Slim
Mit gleichem technischen Aufbau wie das klassische Zippo, aber insgesamt schmaleren Abmaßen wird auch das Zippo Slim angeboten. Es wird wie das klassische Zippo in zahlreichen Farben angeboten. Sowohl für das klassische Zippo, wie auch für das Zippo Slim werden inzwischen von Fremdanbietern Gaseinsätze angeboten, die anstelle des Benzineinsatzes in das Gehäuse eingesetzt werden können und durch die das eigentlich als Benzinfeuerzeug konzipierte Feuerzeug zu einem Gasfeuerzeug umfunktioniert werden kann, ohne dass es von außen erkennbar ist. Diese Einsätze gibt es sowohl mit klassischer Reibradzündung, als auch mit Piezozündung als „Normalflamme“ oder auch als „Jetflamme“.

### Zippo BLU
Mit der Zippo-Kollektion 2007 wurde zum zweiten Mal nach 1985 ein gasbetriebenes Feuerzeug der Marke Zippo vorgestellt. Es unterscheidet sich äußerlich leicht vom originalen Zippo-Feuerzeug. Es hat eine geschwungenere Form als sein benzinbetriebener Bruder. Darüber hinaus hat es ein Sichtfenster, welches einen Blick auf den Füllstand ermöglicht. Ansonsten findet man die üblichen Zippo-Merkmale wie zum Beispiel den berühmten „Klick“ sowie das Reibrad mit dem Feuerstein. Neu ist aber, dass sich neben dem Reibrad ein Knopf für das Gasventil befindet. Damit ist der Deckel nur noch eine Schutzabdeckung, da die Flamme erlischt, sobald man den Ventilknopf loslässt. Außerdem lässt sich die Flamme beim BLU nicht verstellen. Der Name BLU leitet sich von der blauen Sturmflamme des Feuerzeuges ab.

### Zippo MPL
Darüber hinaus wird im Hause Zippo das „MPL“, das „Multi Purpose Lighter“ hergestellt. Dabei handelt es sich zwar ebenfalls um ein Gasfeuerzeug, jedoch nicht um ein Feuerzeug im herkömmlichen Sinne. Das MPL ist in Form eines Stabfeuerzeugs eher als Anzünder geeignet, wenn der Benutzer zum anzuzündenden Gegenstand etwas Abstand halten möchte.
Für das MPL gewährt Zippo auch nur eine Garantie von fünf Jahren.

### Contempo
Bereits von 1985 bis 1989 wurde unter Lizenz von Zippo in Japan ein Gasfeuerzeug mit der Bezeichnung „Contempo“ hergestellt, allerdings unterschied es sich in der Bauweise deutlich vom ursprünglichen Zippo und hatte mit diesem außer der „Bodenprägung“ nichts gemeinsam.

## Handwärmer
Seit 2007 ist ein benzinbetriebener Handwärmer auf dem Markt. Er wird von einem Brenner betrieben und hat einige Übereinstimmungen mit dem Benzinfeuerzeug.